# Англійська тонна
Англійська тонна (довга тонна) (англ. long ton, gross ton, weight ton) — назва одиниці вимірювання маси, яка в англійській системі мір називається «тонна», що використовується для того, щоб відрізнити її від інших одиниць з тією ж назвою (в інших системах мір).
1 англійська тонна = 20 довгим хандредвейтам = 2240 торговим фунтам = точно 1016,0469088 кілограмам.
Англійська тонна використовувалася у Великій Британії і країнах Співдружності націй. Вона була замінена метричною тонною після офіційного переходу на метричну систему. Крім того, англійська (або довга) тонна обмежено використовується в США, в основному для вимірювання водотоннажності суден. Стандартною тонною в США є коротка тонна. Обидві одиниці визначені як 20 хандредвейтів, проте визначення хандредвейтів в англійській і американській системах мір розрізняються.
В англійській мові написання слова, що позначає традиційну тонну (англ. ton), відрізняється від написання слова, що означає метричну тонну (англ. tonne).